# おやすみ王子
『おやすみ王子』（おやすみおうじ）は、2016年12月からNHK Eテレで不定期に放送されている朗読番組。

## 概要
仕事や家事、育児などに奮闘する20～40代の女性をターゲットとした“読み聞かせ”番組。“おやすみ王子”に扮した若手俳優が、女性作家が書き下ろした物語を読み上げ、眠りの世界へといざなう。

また、この番組においてNHK初となるVRの動画制作も行われた。従来のVR動画は「ヘッドセットをつけて見る」ものが多いなか、多くの視聴者に楽しんでもらえるよう「スマホで見る」ことを前提に制作された。スマホ画面をスクロールすることで、セットとなる王子の部屋を自由に見てまわることが可能となり、放送では見ることができなかった場所を探検できるようになっている。

## スタッフ
- 制作統括:大本秀一
- プロデューサー:白井健大
- ディレクター:谷紗耶香
- 音響効果:井貝信太郎
- 編集:一ノ瀬一郎
- VFX:釣木沢淳
- 映像デザイン:杉浦恵
- 音声:伊藤寿
- 撮影:小沢浩二
- 技術:高口英史

## 放送日程

### 2016年
| 話数  | 放送日   | タイトル           | 作者       | 出演者 |
| ----- | -------- | ------------------ | ---------- | ------ |
| 第1話 | 12月20日 | ヴァン・ショーの夜 | 山田詠美   | 吉沢亮 |
| 第2話 | 12月21日 | 青々               | 森絵都     | 吉沢亮 |
| 第3話 | 12月22日 | 大きな星の時間     | 村田沙耶香 | 吉沢亮 |
| 第4話 | 12月23日 | 椿                 | 宮下奈都   | 吉沢亮 |

- 12月24日(土)夜0:30−0:58に全4話が特別版としてまとめて放送された[2][3]

### 2017年
スイーツをテーマにした全4話。

世界の片隅にある一風変わった本屋を舞台に、迷い込んでくる眠れない人々（＝視聴者）のために店主の山崎育三郎、ベテラン店員で増田俊樹、店の二階に住み込む町田啓太、同じく住み込みの新人店員・杉野遥亮が物語を読み聞かせる。
| 話数  | 放送日   | タイトル   | 作者       | 出演者     |
| ----- | -------- | ---------- | ---------- | ---------- |
| 第1話 | 12月02日 | 重い扉     | 江國香織   | 山崎育三郎 |
| 第2話 | 12月09日 | 最後の登頂 | 津村記久子 | 増田俊樹   |
| 第3話 | 12月16日 | 金平糖の夜 | 恩田陸     | 町田啓太   |
| 第4話 | 12月23日 | ケーキの夢 | 角田光代   | 杉野遥亮   |

- 公式サイト内「前回のVR」のコーナーでは、放送とは別バージョンとなるパジャマ姿での朗読を添い寝をしてもらっているような感覚で観ることができる。また、店員たちの日常の「王子たちの日常～響きあう夜」「王子たちの日常～甘い夜」「王子たちの日常～熱い夜」も公開されている。

### 2019年
花をテーマにした全3話。

2017年版同様、眠れない人が迷い込む不思議な書店を舞台に、店長の眞島秀和、店員の金子大地、新人店員の佐藤寛太が朗読を行う。
| 話数  | 放送日   | タイトル | 作者     | 出演者   |
| ----- | -------- | -------- | -------- | -------- |
| 第1話 | 02月16日 | ポケット | 川上弘美 | 眞島秀和 |
| 第2話 | 02月23日 | 静かな夜 | 彩瀬まる | 金子大地 |
| 第3話 | 03月02日 | 青い花   | 柴崎友香 | 佐藤寛太 |

- 3月18日放送の特別版では、全3話の総集編と共に3人の日常が描かれた。
- 公式サイト内「おやすみVR」のコーナーでは、放送とは別バージョンとなるパジャマ姿での朗読を添い寝をしてもらっているような感覚で観ることができる。また、店員たちの日常の「店長の密かな愉しみ」「お掃除当番決定戦」も公開されている。